# Лебо (Канзас)
Лебо (англ. Lebo) — місто (англ. city) в США, в окрузі Коффі штату Канзас. Населення — 885 осіб (2020).

## Географія
Лебо розташоване за координатами 38°24′58″ пн. ш. 95°51′45″ зх. д. / 38.41611° пн. ш. 95.86250° зх. д. (38.416179, -95.862482).  За даними Бюро перепису населення США в 2010 році місто мало площу 2,72 км², з яких 2,49 км² — суходіл та 0,23 км² — водойми.

## Демографія
Згідно з переписом 2010 року, у місті мешкало 940 осіб у 371 домогосподарстві у складі 272 родин. Густота населення становила 346 осіб/км².  Було 411 помешкання (151/км²).
Расовий склад населення:
| - 98,9 % — білих - 0,3 % — чорних або афроамериканців - 0,2 % — корінних американців |

До двох чи більше рас належало 0,4 %. Частка іспаномовних становила 1,4 % від усіх жителів.
За віковим діапазоном населення розподілялося таким чином: 26,1 % — особи молодші 18 років, 57,1 % — особи у віці 18—64 років, 16,8 % — особи у віці 65 років та старші. Медіана віку мешканця становила 40,4 року. На 100 осіб жіночої статі у місті припадало 108,9 чоловіків;  на 100 жінок у віці від 18 років та старших — 102,6 чоловіків також старших 18 років.
Середній дохід на одне домашнє господарство  становив 61 593 долари США (медіана — 48 472), а середній дохід на одну сім'ю — 65 123 долари (медіана — 57 500). Медіана доходів становила 41 705 доларів для чоловіків та 35 313 долари для жінок. За межею бідності перебувало 21,5 % осіб, у тому числі 36,2 % дітей у віці до 18 років та 9,1 % осіб у віці 65 років та старших.
Цивільне працевлаштоване населення становило 407 осіб. Основні галузі зайнятості: освіта, охорона здоров'я та соціальна допомога — 18,2 %, роздрібна торгівля — 15,7 %, виробництво — 11,3 %, будівництво — 9,8 %.